# 林凱恩
林凱恩（英語：Iris Lam Hoi Yan，1992年8月17日—），香港女演員及節目主持，《2015年度香港小姐競選》「友誼小姐」得主，現為無綫電視經理人合約藝員。

## 簡歷
林凱恩有一個任職室內設計師兼裝修判頭的哥哥林祥晉，父母在她就讀中學期間分開，母親便成為了家庭支柱。她畢業於仁濟醫院王華湘中學，其母年輕時須照顧家庭而未能參加選美比賽。为圓其母心願，遂於2014年修畢香港城市大學專上學院公共關係及廣告社會科學副學士課程後，報名參加《2015年度香港小姐競選》，並奪得「友誼小姐」獎，隨後加入無綫電視，成為旗下經理人合約藝員。2017年，她在該台處境劇《愛·回家之開心速遞》裡飾演「譚育英（Bonnie）」一角漸為人所認識，同年於台慶劇集《降魔的》內飾演「張佩玲（Ling）」一角也獲網民讚賞。
2019年，林凱恩於《她她她的少女時代》中飾演要角「張晴」，表現再次受到注目，並憑此角色提名《萬千星輝頒獎典禮2019》「最佳女配角」及「飛躍進步女藝員」；翌年亦獲提名《觀眾在民間電視大奬2019》「民選飛躍進步女藝員」，並入圍最後五強。2020年，她於《降魔的2.0》中再度飾演「張佩玲（Ling）」一角，演技又獲觀眾稱讚有進步，並入圍《萬千星輝頒獎典禮2020》「飛躍進步女藝員」最後五強。2021年1月初，她被網民公開兩張床上性感照片，事後透過社交網站表示這盜取自以前意外遺失的手機，並向公眾道歉和考慮對相關人士保留法律追究權利。

## 作品

### 電視劇
| 首播       | 劇名                           | 角色                             |
| ---------- | ------------------------------ | -------------------------------- |
| 翡翠台     |                                |                                  |
| 2016年     | 幕後玩家                       | 工作人員                         |
| 2017年至今 | 愛·回家之開心速遞              | 譚育英（Bonnie）                 |
| 2017年     | 降魔的                         | 張佩玲（Ling）                   |
| 2019年     | 婚姻合伙人                     | 小巴乘客 / 中學生（第18 - 20集） |
| 2019年     | 她她她的少女時代               | 張晴（Hazel）                    |
| 2020年     | 十八年後的終極告白             | 陳淑嫻（少年）                   |
| 2020年     | 降魔的2.0                      | 張佩玲（Ling）                   |
| 2020年     | 愛美麗狂想曲（myTV Gold 首播） | 藍嵐                             |
| 2021年     | 食腦喪Ｂ（myTV Gold 首播）     | 余晚霞（C妹）                    |
| 2021年     | 換命真相                       | 康仲琪                           |
| 2022年     | 回歸光影頌: 究竟天有幾高       | 文慧                             |
| 2022年     | 輕·功                          | 浪花                             |
| 2023年     | 黃金萬両                       | 安妻                             |
| 2023年     | 隱形戰隊                       | 馬詩婷                           |
| 2024年     | 再見·枕邊人                    | 韓月婷（Christy）                |
| 2024年     | 逆天奇案2                      | 趙比莉                           |
| 2024年     | 廉政行動2024                   | 鍾巧玲                           |
| 未播映     | 非常檢控觀                     |                                  |

### 綜藝節目
| 首播       | 節目名             | 備註                                                                    |
| 翡翠台     |                    |                                                                         |
| 2016年     | 丙申年沙田龍舟競渡 | 固定演出                                                                |
| 2017年     | Think Big天地      | 演出（12月1日起；「Think Big腦力戰」環節）                              |
| 2017年     | #後生仔平安夜傾吓偈  | 固定嘉賓                                                                |
| 2021年     | 明星運動會         | 演出（乒乓球、羽毛球、50米蛙泳、4×50米接力）                            |
| 2021年     | 全城迎奧運         | 固定演出                                                                |
| 2022年2024 | 流行都市           | 主持將會固定演出，首次與安德尊等等。tvb網站上主持一欄已沒有林凱恩之名字 |
| 2022年     | 開心無敵獎門人     | 演出嘉賓                                                                |
| 2023年     | 歡樂滿東華2023     |                                                                         |
| 2024年     | 獎門人新春感謝祭   |                                                                         |

#### 主持節目
| 首播          | 節目名         | 備註 |
| J2            |                | |
| 2016 - 2018年 | 安樂蝸         | 與狄易達、林希靈、林穎彤、劉穎鏇及譚永浩一同主持                                                                                                 |
| myTV SUPER    |                | |
| 2016 - 2017年 | 甜心教室       | 與古嘉俊、郭千瑜、陳華鑫、李豪及阮政峰一同主持                                                                                                   |
| 翡翠台        |                | |
| 2016年        | 福星澳遊耀新歲 | 與安德尊、彭慧中、林穎彤、陳庭欣及麥明詩一同主持                                                                                                 |
| 2022年至今    | 流行都市       | 主持之一（與安德尊、彭慧中、胡諾言、焦浩軒、吳天佑、譚永浩、宋芝齡、劉彩玉、姚嘉妮、陳詩欣、黃嘉雯、蔡嘉欣、謝芷倫、張美妮、林秀怡及朱智賢主持） |

### 歌曲
- 2016年：Amazing Summer 主題曲《乘風》

## 曾獲獎項與提名
| 年份   | 獎項                                         | 結果     |
| 2015年 | 2015年度香港小姐競選「友誼小姐」             | 獲獎     |
| 2017年 | 2017香港電視大獎「新人獎」                   | 提名     |
| 2019年 | 萬千星輝頒獎典禮2019「最佳女配角」           | 提名     |
| 2019年 | 萬千星輝頒獎典禮2019「飛躍進步女藝員」       | 提名     |
| 2019年 | 觀眾在民間電視大奬2019「民選飛躍進步女藝員」 | 最後五強 |
| 2020年 | 萬千星輝頒獎典禮2020「飛躍進步女藝員」       | 最後五強 |
| 2021年 | 萬千星輝頒獎典禮2021「飛躍進步女藝員」       | 提名     |
| 2023年 | 萬千星輝頒獎典禮2023「飛躍進步女藝員」       | 提名     |

## 外部連結
- Iris Lam的Facebook專頁
- 林凱恩的Instagram帳戶
- 林凱恩的新浪微博
- 林凱恩國際官方影迷會的Instagram帳戶
- 2015香港小姐競選 - 5. 林凱恩 Iris - 佳麗檔案 - tvb.com

| 前任： 邵珮詩 | 香港小姐競選友誼小姐 2015年 | 繼任： 張寶兒 |